# Nachhaltigkeitsrücklage
Die Träger der allgemeinen Rentenversicherung in Deutschland müssen gemäß § 216 SGB VI eine Nachhaltigkeitsrücklage (bis Ende 2003 als Schwankungsreserve bezeichnet) vorhalten. Die Nachhaltigkeitsrücklage besteht aus überschüssigen Betriebsmitteln und Rücklagen. Aus ihr sind zum einen unterjährige Defizite zu decken und saisonal bedingte Einnahmenschwankungen im Jahresverlauf auszugleichen, sodass kurzfristige Beitragssatzanpassungen vermieden werden. Zum anderen ist sie zum Ausgleich überjähriger konjunktureller Defizite zu verwenden, damit der Beitragssatz auch im Konjunkturverlauf stabil gehalten werden kann.
Für die Auszahlung der monatlichen Renten tritt im Notfall auch der Bund gemäß § 214 SGB VI ein, der eine Deckungslücke über eine vorgezogene Überweisung des monatlichen Bundeszuschusses oder durch einen kurzfristigen Betriebsmittelkredit schließen muss.
Der untere und obere Zielwert der Nachhaltigkeitsrücklage beschreibt die Bandbreite zum Ausgleich konjunktureller Schwankungen. Der voraussichtlich am Jahresende erreichte Wert ist für Änderungen des Beitragssatzes in der gesetzlichen Rentenversicherung maßgeblich: eine Anpassung zum 1. Januar eines Jahres ist erforderlich, wenn am 31. Dezember dieses Jahres bei Beibehaltung des bisherigen Beitragssatzes die Mittel der Nachhaltigkeitsrücklage
1. 20 % der durchschnittlichen Ausgaben für einen Kalendermonat (Mindestrücklage) voraussichtlich unterschreiten werden, oder
2. 150 % der durchschnittlichen Ausgaben für einen Kalendermonat (Höchstnachhaltigkeitsrücklage) voraussichtlich übersteigen werden.

Als Bemessungsgrundlage gelten nicht die Gesamtausgaben, sondern die „Ausgaben zu eigenen Lasten“ der GRV, die etwa 83 % aller Ausgaben ausmachen (§ 158 SGB VI). Der Beitragssatz ist so zu ändern, dass die Nachhaltigkeitsrücklage unter Annahme dieses Beitragssatzes am Ende des Jahres voraussichtlich gleich dem Mindest- bzw. Höchstwert sein wird.
Die Höhe der Nachhaltigkeitsrücklage in den übrigen Monaten des Jahres ist weniger von Bedeutung und folgt einem spezifischen Verlauf. Während die Entwicklung der Ausgaben der Rentenversicherung im Jahresverlauf relativ gleichmäßig verläuft, fallen die Beitragseingänge in den einzelnen Monaten unterschiedlich hoch aus. Diese Entwicklung ist nicht neu, vielmehr sind aufgrund von Sonderzahlungen der Arbeitgeber oder einer unterschiedlichen Anzahl von Arbeitstagen monatliche Liquiditätsschwankungen zwangsläufig. Insbesondere baut sich die Nachhaltigkeitsrücklage regelmäßig im Jahresverlauf immer weiter ab und wird erst im Monat Dezember durch die dann eintreffenden Beiträge auf Sonderzahlungen („Weihnachtsgeld“) auf ihren Jahresendwert aufgefüllt.
Die Nachhaltigkeitsrücklage wird jeweils am Monatsende von den Rentenversicherungsträgern an das Bundesamt für Soziale Sicherung gemeldet. Zum 31. Dezember der Jahre 2005 bis 2016 hat sie sich wie folgt entwickelt:
| Jahr (31.12.) | Nachhaltigkeitsrücklage in Mrd. € | Nachhaltigkeitsrücklage in Monatsausgaben |
| 2005          | 1,7                               | 0,1                                       |
| 2006          | 9,7                               | 0,6                                       |
| 2007          | 11,5                              | 0,7                                       |
| 2008          | 15,7                              | 1,0                                       |
| 2009          | 16,2                              | 1,0                                       |
| 2010          | 18,6                              | 1,1                                       |
| 2011          | 24,1                              | 1,4                                       |
| 2012          | 29,5                              | 1,7                                       |
| 2013          | 32,0                              | 1,8                                       |
| 2014          | 35,0                              | 1,9                                       |
| 2015          | 34,0                              | 1,8                                       |
| 2016          | 32,4                              | 1,6                                       |
| 2017          | 33,4                              | 1,6                                       |
| 2018          | 38,2                              | 1,8                                       |
| 2019          | 40,5                              | 1,8                                       |
| 2020          | 37,1                              | 1,6                                       |
| 2021          | 39,0                              | 1,6                                       |
| 2022          | 42,8                              | 1,7                                       |

Der Stand vom 31. Dezember 2015 entsprach also 180 % einer durchschnittlichen Monatsausgabe (1,8 MA).
Da zum Ende der Jahre 2012 und 2013 mit einer Nachhaltigkeitsrücklage von über 1,5 Monatsausgaben gerechnet wurde, wurde der Beitragssatz zur GRV zum 1. Januar 2012 von 19,9 auf 19,6 % und zum 1. Januar 2013 auf 18,9 % gesenkt. Seit dem 1. Januar 2015 beträgt der Beitragssatz 18,7 %.